# 1924 en Suisse
Chronologie de la Suisse
- 1920
- 1921
- 1922
- 1923
- 1924
- 1925
- 1926
- 1927
- 1928

Chronologie de la Suisse
1923 en Suisse - 1924 en Suisse - 1925 en Suisse

## Gouvernement au1erjanvier 1924
- Conseil fédéral[1]:
  - Ernest Chuard PRD, président de la Confédération
  - Jean-Marie Musy PDC, vice-président de la Confédération
  - Heinrich Häberlin PRD
  - Giuseppe Motta PDC
  - Edmund Schulthess PRD
  - Robert Haab PRD
  - Karl Scheurer PRD

## Évènements

### Janvier
mardi 1er janvier 
- Entrée en vigueur du traité douanier entre la Suisse et le Liechtenstein, aux termes duquel la Principauté devient une zone douanière suisse.

 samedi 26 janvier 
- Décès à Genève, à l’âge de 32 ans, du photographe Edmond-Edouard Boissonnas.

 mercredi 30 janvier 
- Décès à Genève, à l’âge de 68 ans, du géographe et photographe Alfred Bertrand.

### Février
vendredi 3 février 
- Aux Jeux olympiques de Chamonix, l’équipage composé des Vaudois Édouard Scherrer, Alfred Neveu, Alfred et Heinrich Schläppi remporte le titre de champion olympique de bob à quatre.

 jeudi 14 février 
- Décès à Leysin (VD), à l’âge de 42 ans, du Paul-Henri Cattin.

 dimanche 17 février 
- Votations fédérales. Le peuple rejette, par 320 668 non (42,4 %) contre 436 180 oui (57,6 %), la modification de la loi fédérale sur les fabriques permettant de porter la durée de travail à 54 heures hebdomadaires

### Mars
samedi 1er mars 
- La Direction des postes annonce qu’une taxe d’audition d’un montant de 10 francs sera prélevée pour chaque installation de réception d’émissions radiophoniques.

 mardi 11 mars 
- Décès à Berne, à l’âge de 74 ans, d’Helene von Mülinen, fondatrice de l'Alliance des sociétés féminines suisses.

### Avril
mardi 8 avril 
- Incident frontalier à Ponte Tresa (TI), où des soldats suisses sont accusés d’avoir crié des remarques hostiles au fascisme italien et à Benito Mussolini.

 mercredi 23 avril 
- Collision entre deux trains directs à Bellinzone (TI). L’accident provoque la mort de 15 personnes. Parmi les victimes figure le ministre Karl Helfferich, président de la banque centrale allemande.

 lundi 28 avril 
- Naissance de la Coopérative zurichoise pour la création d'auberges de jeunesse.

 mardi 29 avril 
- Le Liechtenstein adoptait le franc suisse comme monnaie nationale.

### Mai
vendredi 2 mai 
- Décès à Montagnola (TI), à l’âge de 60 ans, de Charles Eugen Lancelot Brown, cofondateur de l'entreprise Brown Boveri, à Baden.

 dimanche 11 mai 
- Le FC Zurich s’adjuge, pour la deuxième fois de son histoire, le titre de champion de Suisse de football.

 mercredi 21 mai 
- Ouverture de la première exposition nationale de TSF à Genève.

 dimanche 29 mai 
- Meeting international d’aviation à la Blécherette (VD), suivi par 20 000 personnes.

### Juin
lundi 9 juin 
- Battue 3-0 par l’Uruguay lors de la finale du tournoi de football des Jeux olympiques de Paris, l’équipe de Suisse remporte le titre officieux de championne d’Europe.

### Juillet
lundi 7 juillet 
- Un incendie ravage le village d'Arbaz (VS), détruisant 18 bâtiments.

 lundi 14 juillet 
- Aux Jeux olympiques de Paris, Hermann Gehri remporte le titre de champion olympique de poids welter (lutte libre).
- Aux Jeux olympiques de Paris, Fritz Hagmann remporte le titre de champion olympique de poids moyen (lutte libre).

 mercredi 16 juillet 
- Décès à Paris, à l’âge de 63 ans, du peintre Marius Borgeaud.

 dimanche 20 juillet 
- Aux Jeux olympiques de Paris, August Güttinger remporte le titre de champion olympique de barres parallèles (gymnastique).
- Aux Jeux olympiques de Paris, Josef Wilhelm remporte le titre de champion olympique au cheval d’arçon (gymnastique).

 dimanche 27 juillet 
- Aux Jeux olympiques de Paris, le Vaudois Alphonse Gemuseus remporte le titre de champion olympique de saut individuel (hippisme).

### Août
samedi 23 août 
- Inauguration du studio de Radio-Zurich, dont l’émetteur est installé au Hönggerberg.

 dimanche 31 août 
- Inauguration du monument baptisé Sentinelle des Rangiers dû au sculpteur Charles L'Eplattenier.

### Septembre
samedi 20 septembre 
- Traité italo-suisse de conciliation et d’arbitrage aux termes duquel les conflits entre les deux pays doivent être portés devant la Cour internationale de justice de La Haye.

 samedi 27 septembre 
- Les plans de construction du nouveau Goetheanum, à Dornach, déposés par l’anthroposophe Rudolf Steiner sont approuvés par les autorités.

### Octobre
dimanche 5 octobre 
- Fondation à Genève, de la Société suisse de chronométrie.

 vendredi 17 octobre 
- La collégiale Saint-Nicolas de Fribourg devient une cathédrale.

### Novembre
samedi 19 novembre 
- Conclusion d’un traité entre la Suisse et l’Autriche, selon lequel la Suisse avance à son voisin sa part de financement aux travaux de régulation du Rhin sur la frontière avec le Vorarlberg.

### Décembre
lundi 29 décembre 
- Décès à Lucerne, à l’âge de 79 ans, de l’écrivain Carl Spitteler.